# Okabe (Klan)

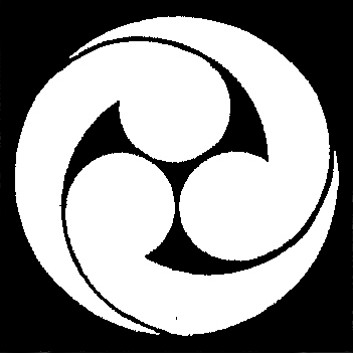
Wappen der Okabe

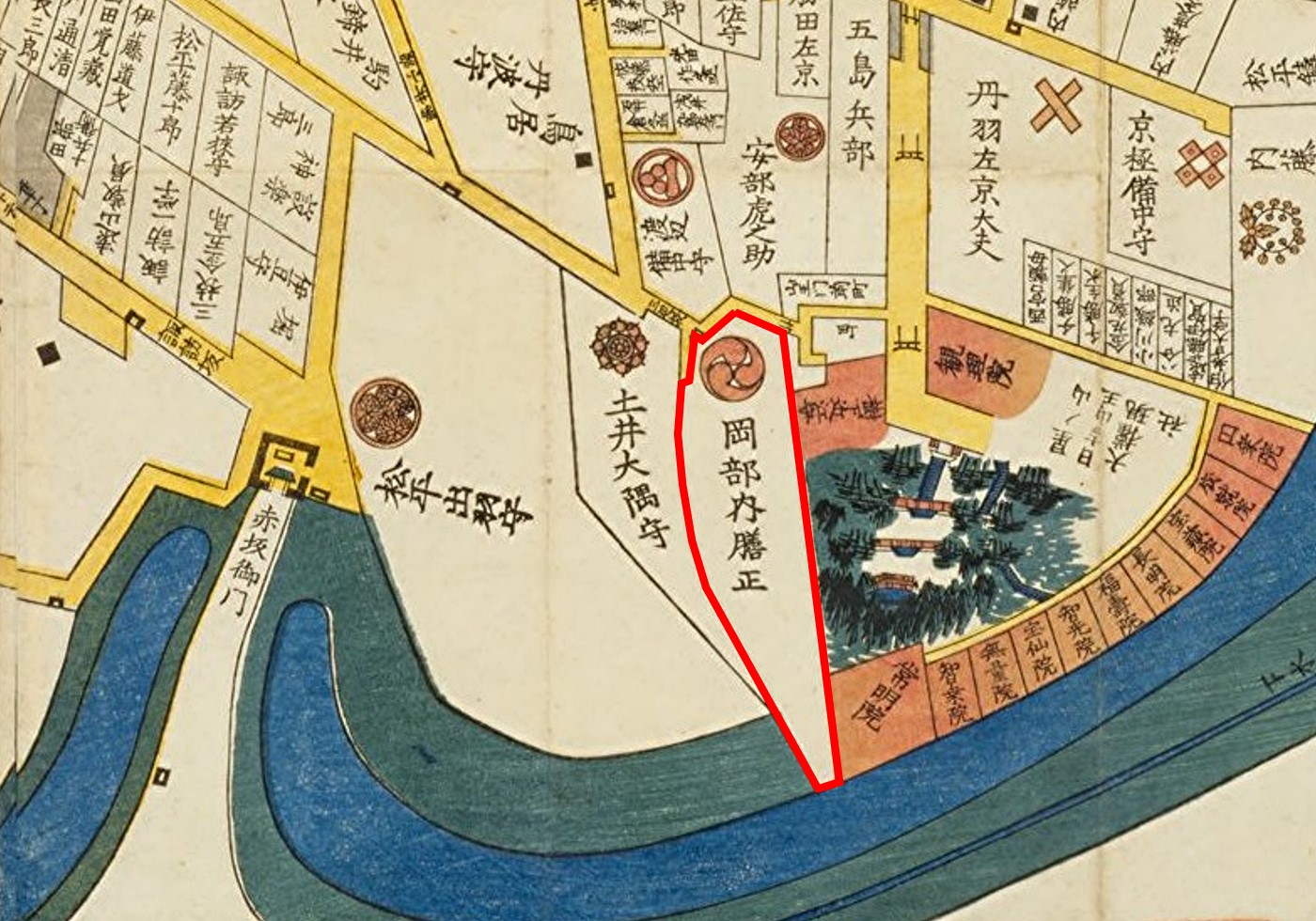
Okabe-Residenz in Edo.

Die Okabe (japanisch 岡部氏, Okabe-shi) waren eine Familie des japanischen Schwertadels (Buke) aus der Provinz Mikawa, die sich von Fujiwara no Muchimaro (680–737) ableitete. Mit einem Einkommen von 53.000 Koku gehörten die zuletzt in Kishiwada (Präfektur Osaka) residierenden Okabe zu den größeren Fudai-Daimyō der Edo-Zeit.

## Genealogie
- Masatsuna (正綱; 1542–1584)
- Nagamori (長盛; 1568–1632), Masatsunas Sohn, diente Tokugawa Ieyasu, der ihm 1590 die Domäne Matsufuji (Provinz Shimousa) mit 12.000 Koku gab, versetzte ihn im Jahr 1600 nach Yamazaki[3] (Harima) mit 20.000 Koku. 1607 wurde er Kommissar für die Burg Fushimi, 1609 Daimyō von Kameyama (Tamba). Ab 1621 residierte er in Fukuchiyama (Tamba) und dann ab 1624 in Ōgaki (Mino).
- Nobukatsu (宣勝; 1597–1668), Nagamoris Sohne. Er residierte ab 1632 in Tatsuno (Harima), ab 1635 in Takatsuki (Settsu) und schließlich ab 1640 in Kishiwada (Izumi), in dem die Familie mit zuletzt mit 53.000 Koku blieb. Die Familienmitglieder führten abwechselnd die Ehrentitel Mino no kami („Gouverneur von Mino“) und Naizen no kami („Tafelbesorger der Inneren Tafel“), sowie nach 1868 Vizegraf.